# Från trakten
Från trakten är en svensk TV-serie som hade premiär på SVT Play den 12 maj 2023. Första säsongen består av åtta avsnitt. Serien är skapad av Johan Wiman som skrivit manus tillsammans med Sara Young, Melody Farshin och Amanda Sehlgård. Carl-Petter Montell har regisserat serien.
Säsong 2 hade premiär på SVT Play den 4 oktober 2024.

## Handling
Serien kretsar kring stockholmstjejen Zeina som tvingas lämna förorten i Stockholm för en bondgård i Värmland där hon träffar landsbygdskillen Bror. I Vämland får hiphoptjejen Zeina lära sig allt om A-traktorer och epadunk.

## Rollista (i urval)
- Fatima Jelassi –  Zeina
- Hampus Hedström – Bror Mårtensson
- Yasmine Seifi – Daria
- Zinat Pirzadeh – Malaika
- Helena Lindegren – Sussi Mårtensson
- Charleen Elea – Ebba
- Albin Olsson – Rektor
- Johan Östling – Mårten Mårtensson
- Lucas Grimstedt – Bullen
- Fernando Lucumí Carabalí – Apostle
- Tobias Skogman – Arvid
- Peter Andersson – Präst
- Henriette Valsö – Lärare
- Sandra Backman – Ann-Marie
- Maja Lagerkvist – Lisa
- Ida On - Lin
- Omid Khansari - Tok-Tony